# Ланкастер, Рейнальдо
Рейнальдо Ланкастер, настоящая фамилия — Гонсалес (исп. Reinaldo Lancaster, 6 октября 1948 — 20 апреля 1996) — венесуэльский режиссёр, продюсер и актёр.

## Биография
Родился в семье популярного венесуэльского актёра Эдмундо Вальдемара. Начал карьеру как актёр-манипулятор в кукольном театре. В 1969 году поступил в школу актёрского мастерства. В 1971—1974 работал в театре под руководством известного венесуэльского режиссёра Ибрахима Герры. С 1974 года — на телеканале РКТВ, где сразу же проявился его незаурядный талант как режиссёра. Здесь Ланкастер поставил множество телешоу, в том числе комедийно-пародийное Radio Rochela. 
В 1978 году дебютировал как режиссёр с теленовеллой La Fiera («Колдунья»), где также выступил и как актёр. В 1970-80 годы работал в основном как телевизионный режиссёр, а как актёр выступал преимущественно в полнометражном кино. В 1988—1990 годах работал на «Веневисьон», где в 1989 году снял теленовеллу «Реванш», принёсшую ему престижную венесуэльскую ТВ-премию Mara de Oro как лучшему режиссёру 1990 года. 
В 1992 году сыграл одну из ролей в суперпопулярной теленовелле РКТВ «На этих улицаx». Последними его работами стали эпизодическая роль заключённого в теленовелле «Незабываемая» и продюсера Алехандро в фильме Tosca, la verdadera historia. Эта роль осталась незавершённой, а сам фильм вышел на экраны лишь в 2001 году.
20 апреля 1996 года погиб в автокатастрофе.

## Фильмография
- "Tosca, la verdadera historia" (1993—2001)
- "La inolvidable" (1996) — актёр
- "Amores de fin de siglo"(1995) — актёр
- "Pura sangre" (1994) — актёр
- "La montaña de Cristal" (1994)
- "Por estas calles" (1992—1994)
- "Eva Marina" (1992)
- "La dulce tia" (1992)
- "Caribe"(1990) — режиссёр
- Реванш (La Revancha, телесериал, 1989) — режиссёр и актёр (Леонидас)
- "Amor de abril" (1988)
- "Nina bonita" (1988) — режиссёр
- "La salvaje" (1984) — режиссёр
- "Cangrejo II" (1984) — актёр
- "La gata borracha" (1983) — актёр
- "Cangrejo I" (1982) — актёр
- "El Asesinato de Delgado Chalbaud" (1979) — актёр
- "La fiera" (1978) — режиссёр и актёр.